# Schizoprymnus oncogena
Schizoprymnus oncogena är en stekelart som beskrevs av Sergey A. Belokobylskij 1994. Schizoprymnus oncogena ingår i släktet Schizoprymnus och familjen bracksteklar. Inga underarter finns listade i Catalogue of Life.